# 小菅ケ谷
小菅ケ谷（こすがや、英: Kosugaya）は、神奈川県横浜市栄区の町名。小菅ケ谷に隣接している小菅ケ谷町も併せて述べる。現行行政地名は小菅ケ谷一丁目から小菅ケ谷四丁目と小菅ケ谷町、住居表示は小菅ケ谷一丁目〜四丁目は実施済み区域、小菅ケ谷町は未実施区域。

## 地理
栄区中部に位置し、北は港南区上永谷町・野庭町、東は小山台・鍛冶ケ谷町、南東は鍛冶ケ谷・柏陽、南は㹨川を挟み桂町・笠間町、西は飯島町、北西は本郷台に隣接する。
南部にJR根岸線本郷台駅があり、駅東側を南北に都市計画道路桂町戸塚遠藤線、町の北部を東西に環状3号線が通る。駅の南側が1丁目、駅北側を含む南西部が二丁目、東部が三丁目、北部が四丁目となっており、二丁目と飯島町の間および三丁目と鍛冶ケ谷町の間の2ヶ所、いずれもごく狭い一角に小菅ケ谷町がある。
小菅ケ谷町は面積0.002km²、横浜市で最も小さい町である。1丁目はスーパーマーケットのほか金融機関や高層住宅、地球市民かながわプラザなどがあり、栄区の玄関口となっている。

### 地価
住宅地の地価は、2025年（令和7年）1月1日の公示地価によれば、小菅ケ谷1-12-15の地点で32万3000円/m²、小菅ケ谷3-43-13の地点で22万8000円/m²となっている。

## 歴史

### 沿革
かつての相模国鎌倉郡小菅ヶ谷村を中心とした地域で、地名はこの地に荘田を置いた鎌倉幕府第3代執権・北条泰時の娘「小菅ヶ谷殿」の名に由来すると伝わる。本郷台駅南口の駅前にはかつて「城山」という低丘陵があり、そこに小菅ヶ谷殿の居館があったとの伝承がある。
1889年（明治22年）に笠間・中野・鍛冶ヶ谷・公田・上野・桂の各村と合併、本郷村となる。1938年（昭和13年）、現在の小菅ケ谷・桂町・柏陽を含む一帯に第1海軍燃料廠が建設された。1939年（昭和14年）4月1日に横浜市戸塚区に編入され、戸塚区小菅ケ谷町が新設された。
終戦後、海軍燃料廠は大船PXとして接収され、1965年（昭和40年）から1967年（昭和42年）にかけて返還された。1986年（昭和61年）に、分区により栄区小菅ケ谷町となる。1994年（平成6年）から1996年（平成8年）にかけて3度にわたり、小菅ケ谷町・笠間町、桂町、公田町、中野町、飯島町、鍛冶ケ谷町の一部に住居表示を実施、小菅ケ谷一丁目〜四丁目が新設された。
小菅ケ谷町の一部は1989年（平成元年）に新設された本郷台、1994年（平成6年）に新設された小山台の全域、1995年（平成7年）に新設された柏陽の各一部となっている。

### 町名の変遷
| 実施後         | 実施年月日                | 実施前（各町名ともその一部）                     |
| -------------- | ------------------------- | ------------------------------------------------ |
| 小菅ケ谷一丁目 | 1994年（平成6年）9月26日  | 笠間町、桂町、公田町、小菅ケ谷町、中野町の各一部 |
| 小菅ケ谷二丁目 | 1994年（平成6年）9月26日  | 飯島町、小菅ケ谷町の各一部                       |
| 小菅ケ谷三丁目 | 1995年（平成7年）10月16日 | 鍛冶ケ谷町、小菅ケ谷町の各一部                   |
| 小菅ケ谷四丁目 | 1996年（平成8年）10月21日 | 小菅ケ谷町、小山台一丁目の各一部                 |

## 世帯数と人口
2025年（令和7年）6月30日現在（横浜市発表）の世帯数と人口は以下の通りである。。
| 丁目           | 世帯数    | 人口     |
| -------------- | --------- | -------- |
| 小菅ケ谷一丁目 | 3,515世帯 | 6,598人  |
| 小菅ケ谷二丁目 | 1,505世帯 | 3,131人  |
| 小菅ケ谷三丁目 | 1,684世帯 | 3,996人  |
| 小菅ケ谷四丁目 | 895世帯   | 2,106人  |
| 計             | 7,599世帯 | 15,831人 |
|                |           |          |
| 小菅ケ谷町     | 7世帯     | 13人     |

### 人口の変遷
国勢調査による人口の推移。なお、小菅ケ谷と小菅ケ谷町を組み合わせた数とする。
| 年                 | 人口   |
| ------------------ | ------ |
| 1995年（平成7年）  | 12,911 |
| 2000年（平成12年） | 12,372 |
| 2005年（平成17年） | 12,990 |
| 2010年（平成22年） | 14,645 |
| 2015年（平成27年） | 13,801 |
| 2020年（令和2年）  | 13,940 |

### 世帯数の変遷
国勢調査による世帯数の推移。なお、小菅ケ谷と小菅ケ谷町を組み合わせた数とする。
| 年                 | 世帯数 |
| ------------------ | ------ |
| 1995年（平成7年）  | 4,645  |
| 2000年（平成12年） | 4,757  |
| 2005年（平成17年） | 5,192  |
| 2010年（平成22年） | 6,040  |
| 2015年（平成27年） | 5,934  |
| 2020年（令和2年）  | 6,400  |

## 学区
市立小・中学校に通う場合、学区は以下の通りとなる（2021年8月時点）。
| 丁目           | 番・号/番地                              | 小学校                 | 中学校               |
| -------------- | ---------------------------------------- | ---------------------- | -------------------- |
| 小菅ケ谷一丁目 | 1〜5番                                   | 横浜市立本郷台小学校   | 横浜市立本郷中学校   |
| 小菅ケ谷一丁目 | 6〜31番                                  | 横浜市立西本郷小学校   | 横浜市立西本郷中学校 |
| 小菅ケ谷二丁目 | 5〜44番                                  | 横浜市立西本郷小学校   | 横浜市立西本郷中学校 |
| 小菅ケ谷二丁目 | 1〜4番                                   | 横浜市立本郷台小学校   | 横浜市立小山台中学校 |
| 小菅ケ谷三丁目 | 1番〜60番25号 61〜63番 64番3号〜64番14号 | 横浜市立本郷台小学校   | 横浜市立小山台中学校 |
| 小菅ケ谷三丁目 | 60番26〜37号 64番1・2号 65〜69番         | 横浜市立小山台小学校   | 横浜市立小山台中学校 |
| 小菅ケ谷四丁目 | 27番                                     | 横浜市立小山台小学校   | 横浜市立小山台中学校 |
| 小菅ケ谷四丁目 | 3番8号〜最終号 6〜18番 21〜26番 28〜34番 | 横浜市立小菅ケ谷小学校 | 横浜市立小山台中学校 |
| 小菅ケ谷四丁目 | 1番〜3番7号                              | 横浜市立本郷台小学校   | 横浜市立小山台中学校 |
| 小菅ケ谷町     | 2648番地                                 | 横浜市立本郷台小学校   | 横浜市立小山台中学校 |
| 小菅ケ谷町     | 1646番地                                 | 横浜市立西本郷小学校   | 横浜市立西本郷中学校 |

## 事業所
2021年（令和3年）現在の経済センサス調査による事業所数と従業員数は以下の通りである。
| 丁目           | 事業所数  | 従業員数 |
| -------------- | --------- | -------- |
| 小菅ケ谷一丁目 | 100事業所 | 1,292人  |
| 小菅ケ谷二丁目 | 63事業所  | 810人    |
| 小菅ケ谷三丁目 | 29事業所  | 421人    |
| 小菅ケ谷四丁目 | 36事業所  | 387人    |
| 計             | 228事業所 | 2,910人  |

### 事業者数の変遷
経済センサスによる事業所数の推移。
| 年                 | 事業者数 |
| ------------------ | -------- |
| 2016年（平成28年） | 215      |
| 2021年（令和3年）  | 228      |

### 従業員数の変遷
経済センサスによる従業員数の推移。
| 年                 | 従業員数 |
| ------------------ | -------- |
| 2016年（平成28年） | 2,489    |
| 2021年（令和3年）  | 2,910    |

## 交通

### 鉄道
東日本旅客鉄道（JR東日本）
 京浜東北・根岸線
- - 本郷台駅 -

## 施設
- 横浜市栄区民文化センター
- 横浜市立西本郷中学校
- 横浜市立西本郷小学校
- 横浜市立本郷特別支援学校
- 神奈川県立国際言語文化アカデミア
- 横浜地方法務局 栄出張所
- ピーコックストア
- しまむら
- 小菅ケ谷北公園
- フジスーパー本郷台店

## その他

### 日本郵便
- 郵便番号 : 247-0007[3]（集配局：大船郵便局[24]）

### 警察
町内の警察の管轄区域は以下の通りである。
| 町丁・丁目     | 番・番地等 | 警察署   | 交番・駐在所   |
| -------------- | ---------- | -------- | -------------- |
| 小菅ケ谷一丁目 | 全域       | 栄警察署 | 本郷台駅前交番 |
| 小菅ケ谷二丁目 | 全域       | 栄警察署 | 本郷台駅前交番 |
| 小菅ケ谷三丁目 | 全域       | 栄警察署 | 本郷台駅前交番 |
| 小菅ケ谷四丁目 | 全域       | 栄警察署 | 本郷台駅前交番 |
| 小菅ケ谷町     | 全域       | 栄警察署 | 本郷台駅前交番 |

## 参考資料
- 平井聖ほか 1980「小菅ヶ谷殿館」『日本城郭大系』第6巻（千葉・神奈川） p.308
- 『県別マップル 神奈川県広域・詳細道路地図』2006年4刷 昭文社 ISBN 9784398626998
- 「山之内庄小菅ヶ谷村」『大日本地誌大系』 第40巻新編相模国風土記稿5巻之100村里部鎌倉郡巻之32、雄山閣、1932年8月。NDLJP:1179240/57。
- “横浜市町区域要覧” (PDF).   横浜市市民局 (2016年6月). 2022年9月6日閲覧。